# Парфюмът: Историята на един убиец
„Парфюмът: Историята на един убиец“ (на английски: Perfume: The Story of a Murderer) е германски филм от 2006 година, исторически трилър на режисьора Том Тиквер по негов сценарий в съавторство с Андрю Бъркин и Бернд Айхингер, базиран на романа от 1985 година „Парфюмът“ на Патрик Зюскинд.
Действието се развива във Франция от XVIII век, като в центъра на сюжета е млад мъж с изключително обоняние, който извършва поредица убийства на млади жени в стремежа си да извлече миризмата им и да създаде върховният парфюм. Главните роли се изпълняват от Бен Уишоу, Алън Рикман, Рейчъл Хърд-Уд, Дъстин Хофман.
„Парфюмът: Историята на един убиец“ получава Европейски филмови награди за операторска работа и за сценография и е номиниран в три други категории.